# Ihor Hrebynski
Ihor Mychajłowycz Hrebynski (ukr. Ігор Михайлович Гребинський; ur. 21 stycznia 1985) – ukraiński piłkarz, grający na pozycji obrońcy, a wcześniej pomocnika.

## Kariera piłkarska

### Kariera klubowa
Latem 2001 rozpoczął karierę piłkarską w zespole Czornohora Iwano-Frankowsk. Latem 2004 został piłkarzem nowo utworzonego klubu Fakeł Iwano-Frankowsk, który w 2007 zmienił nazwę na Prykarpattia Iwano-Frankowsk. Podczas przerwy zimowej sezonu 2009/10 przeszedł do Enerhetyka Bursztyn.

### Kariera reprezentacyjna
W 2007 i 2009 występował w studenckiej reprezentacji Ukrainy.

## Sukcesy i odznaczenia

### Sukcesy klubowe
- wicemistrz Drugiej lihi Ukrainy: 2006, 2007

### Sukcesy reprezentacyjne
- mistrz Uniwersjady: 2007, 2009

### Odznaczenia
- nagrodzony tytułem Mistrza Sportu Klasy Międzynarodowej: 2007